# Джордже Баковія
Джордже Баковія (рум. George Bacovia), справжнє ім'я Джордже Васіліу (рум. George Vasiliu, *17 вересня 1881, Бакеу — †22 травня 1957, Бухарест) — румунський поет-символіст. Поруч із Лучіаном Блаґою та Йоном Барбою вважається найбільшим румунським поетом ХХ століття.

## Біографія

### Дитинство
Джордже Баковія, син купця Димітре і його дружини Зої Ланґа. Всього лише в шість років він почав вивчення німецької мови. У період з 1889 по 1890 навчався в академії Бакеу, перед зарахуванням в 1891 в «Домнеаска» початкову школу в тому ж місті. У червні 1893 закінчив початкову школу, а потім почав навчання в гімназії «Фердінанд», також в Бакеу. Одного разу восени, за недоглядом паламаря був замкнутий на всю ніч у вежі церкви Пречиста, цей досвід згодом надихне його на перший великий вірш 1899 «Фіолетовий Сутінки». Також Баковія показав неабиякий талант до малювання, був відмінним скрипалем в шкільному оркестрі, а також відзначився в гімнастиці.
У 1899 він отримав національний приз в конкурсі «Tinerimii» для художніх малюнків природи. 30 березня, того ж року починає свою літературну кар'єру з поеми «Şi toate» — написої роком — і опублікованої в журналі «Literatorul».

### Юність
У 1900 Баковія зарахованих до Військової академії в Яссах, але покивув навчання під час другого семестру, не витримавши військової дисципліни. У 1901 він почав навчання в гімнізії Фердинанда в Бакеу, яку закінчив у 1903. Потім вступив на юридичний факультет Бухарестського університету і незабаром став активним учасником літературного життя міста. Читання його віршу «Plumb (Lead)» в салоні Александру Мачедонски справило на всіх сильне враження.
У 1915 він став одним з редакторів журналу «Orizonturi Noi» і продовжував видавати вірші, прозу, і рецензії на книги під безліччю псевдонімів. Також в цей період Баковія відродив свою дружбу з Александру Мачедонски.
У 1916 покинув Бухарест і подався в Ясси.
1917 Баковія знову повернувся в Бухаресті. У 1920 він став начальником Управління, третього класу, в Міністерстві праці. В 1921 він був призначений начальником Управління, першого класу в тому ж міністерстві. Проте, він відразу ж захворів на запелення легенів і був змушений піти у відставку.
У 1924 Баковія знайшов роботу як учитель малювання і каліграфії в приватній школі для хлопчиків у Бакеу. В 1925 став головним редактором журналу «Атенеум» і опублікував свою збірку віршів «Scântei galbene» («Жовті Іскри») за свій рахунок. У тому ж році «Bucăţi де noapte» («Нічні фрагменти») з'явилися у виданні під редакцією поета Ґриґореску. У 1926 він повернувся до вчителювання в приватній школі для хлопчиків і продовжив викладати малювання і каліграфію.
У 1928 році одружився і оселився в Бухаресті, де його дружина була вчителькою. У 1929 він перевидав «Scântei galbene» незабаром після того журнал «Orizonturi Noi» відновив своє існування під його керівництвом. Він отримав посаду інспектора при Міністерстві народної освіти, але після публікації його збірки «Cu ВОІ» («З вами»), він повернувся з дружиною в Бакеу, де провів три роки як безробітній. У 1931 у них народився син Габріель. В 1932, Румунська організація письменників затвердила йому щомісячну пенсію в розмірі 1000 лей.
Сім'я повернулася в Бухарест назавжди в 1933, і ніколи не виїжджала знову. У 1934 Баковія опублікував збірку своїх віршів, а в 1940, його пенсія збільшилася до 2000 леїв на місяць. Потім він заснував Будинок пенсії для письменників.

## Післявоєнні роки
У 1945 Баковія був призначений бібліотекарем Міністерства гірничодобувної промисловості і нафти. Він продовжував писати, і в 1946 опублікував «Стант burgheze» («Буржуазні позиції»), після чого його запросили на роботу в Міністерство культури. У 1956 він опублікував свій остаточний збірник поезії. Помер в другій половині дня 22 травня 1957, похований в Бухаресті на цвинтарі Беллу.

## Посмертні видання (вибірково)
- Plumb. Versuri. Piombo. Versi. Antologie bilingvă româno-italiană, selecție, traducere, biobibliografie și eseu critic de Geo Vasile. Roma, Fermenti Editrice, 2008.
- Cu voi. Con voi. Florilegiu româno-italian, selecție, traducere, biobibliografie și postfață de Geo Vasile, București, Editura Ideea Europeană, 2007.
- Lacustră, ediție bibliofilă alcătuită de Mircea Coloșenco, București, Muzeul Literaturii Române, 2001.
- Opere, prefață, antologie, note, bibliografie de Mihail Petroveanu, text stabilit, variante de Cornelia Botez, București, Editura Minerva, 1978.
- Opere, ediție de Mihail Petroveanu și Cornelia Botez, București, Editura Fundației Culturale Române, 1994.
- Opere, ediție alcătuită de Mircea Coloșenco, București, Editura Univers Enciclopedic, 2001.
- Opere, București, Editura Semne, 2006.
- Plumb. Versuri și proză, prefață de Nicolae Manolescu, București, Editura pentru Literatură, 1965.
- Plumb / Plomo, ediție bilingvă româno-spaniolă, București, Editura Minerva, 1974.
- Plumb / Lead, ediție bilingvă româno-engleză, București, Editura Minerva, 1980.
- Plumb, Iași, Editura Junimea, 1982.
- Plumb, Timișoara, Editura Helicon, 1994 (reed. 1996).
- Plumb, Iași, Institutul European, 1997.
- Plumb (poezii, proză), București. Editura Albatros, 1998.
- Plumb / Plomb, ediție bilingvă româno-franceză, Pitești, Editura Paralela 45, 1998 (reed. 2004).
- Plumb, ediție îngrijită, postfață, tabel cronologic, aprecieri critice de Elisabeta Lăsconi, București, Editura Gramar, 2001 (reed. 2004, 2007).
- Plumb, București & Cnișinău, Litera Internațional, 2001.
- Plumb, București, Editura Humanitas, 2007.
- Plumb de iarnă / Lead of winter, ediție bilingvă româno-engleză, Norcross, Ga., Criterion, 2002.
- Poemă în oglindă / Poème dans le miroir, ediție bilingvă româno-franceză, Cluj, Editura Dacia, 1988.
- Poeme alese / Poemi scelti, ediție bilingvă româno-italiană, București Editura Fundației Culturale Române, 2002.
- Poezii, ediție îngrijită și repere istorico-literare de Cornelia Botez, București, Editura Minerva, 1980.
- Poezii, Galați, Editura Porto-Franco, 1991.
- Poezii, București, Editura Universal Dalsi, 2001.
- Poezii / Versek, ediție bilingvă româno-maghiară, București, Editura Gramar, 2003.
- Poezii. Proză, postfață și bibliografie de Ion Bogdan Lefter, București, Editura Minerva, 1983 (reed. 1987).
- Proză, București, Editura Minerva, 1980.
- Rar, poeme rostite la radio, București, Casa Radio, 2005.
- Scrieri alese, prefață de Ov. S. Crohmălniceanu, București, Editura pentru Literatură, 1961.
- Stanțe burgheze, cu 32 de desene inedite ale autorului și câteva ciorne, Bacău, Look Design, 2000.
- Versuri, București, Editura Saeculum, 1996.
- Versuri și proză, ediție îngrijită, tabel cronologic, note, repere critice și bibliografie de Ion Nistor, prefață de Mircea Anghelescu, București, Editura Albatros, 1985 (reed. 1987, 1990).
- Versuri și proză, București, Editura Eminescu, 1987.

## Твори

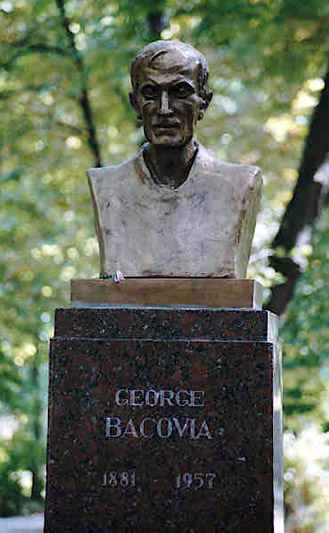
Пам'ятник Джордже Баковії в Кишиневі

- Свинець (1916)
- Жовті іскри (1926)
- Шматочки ночі (1926)
- Вірші (1929)
- З вами … (1930)
- Вірші (1934)
- Комедії на тлі (1936)
- Опери (1944)
- Буржуазні марки (1946)

## Визнання
- Премія Гільдії румунських письменників (1925, розділив з Лучіаном Блага);
- Національна премія (1934).

Вірші Баковія перекладені англійською, французькою, німецькою, польською, угорською та іншими мовами.